# Београд башта
Бео́град ба́шта (Beograd bašta; рус. Сад «Белград»), так же известный, как Биоско́п ба́шта (Bioskop bašta, рус. Сад «Кинотеатр») — городской парк на улице Брегалничка в Белграде. Парк расположен в районе Липов лад в общине Звездара и представляет собой исторически важную зелёную зону города.
Первоначально основан в 1930-х годах как частный ботанический сад, принадлежавший богатой еврейской семье Минх. Београд башта за прошедшие годы претерпел ряд изменений. К концу Второй мировой войны он был преобразован в театральное пространство, а позже стал кинотеатром под открытым небом. Сегодня сцена театра используется для концертов и художественных выставок, внося свой вклад в культурную жизнь Белграда. В саду растут 29 деревьев разных видов.
Через дорогу от парка «Београд башта» находится Церковь Святого Антония Падуанского, а на соседней улице Церковь Покрова Пресвятой Девы Марии. Вместе с сохранившимися на прилегающих улицах виллами они образуют единое пространство, представляющее собой часть довоенного Белграда.

## История
В 1920-х годах земля, на которой сегодня расположен Београд башта, была частью бывшего «Соснового парка» (серб. Borov park), выходящего на Бульвар Короля Александра. Здесь же находилась и одноимённая кафана «Сосновый парк», при которой была установлена сцена, где проходили спектакли частного театра Миодрага «Мики» Ристича. С начала 1930-х годов и до начала Второй мировой войны эта часть города застраивалась небольшими городскими виллами. Один из участков приобрела состоятельная еврейская семья Минх, владельцы текстильной фабрики в Парачине и угольной шахты на горе Ртань. Часть участка отдали под строительство виллы, а на другой, по желанию Греты Минх, разбили небольшой ботанический сад.
Во время войны имущество семьи Минх конфисковали нацисты. Накануне освобождения Белграда от немецко-фашистской оккупации на территории сада соорудили сцену для Национального театра. Первое выступление состоялось в июне 1944 года. «В природном декоре, среди больших елей и сосен, все билеты на открытие распроданы», — писала пресса.
После Второй мировой войны новое коммунистическое правительство национализировало всё имущество семьи Минх, включая и строения на территории сада.
В 1950-х территорию передали в управление кинокомпании «Београд филм». В 1955 году здесь строят подсобные здания и бетонную сцену с экраном для летнего кинотеатра. Летний кинотеатр продолжал функционировать до 1970-х годов и закрылся, когда компания отказалась от концепции кинотеатров под открытым небом, однако, с тех пор за парком закрепилось его народное название — сад-кинотеатр (Bioskop bašta).
Вилла Минхов после войны функционировала в системе дипломатических миссий, затем в ней размещалась школа при посольстве Ирака, сегодня здание сдано в аренду частному детскому саду. Территория парка остаётся физически отделенной от здания виллы стеной.

### Современное состояние
До 2010-х годов парк находился в запущенном состоянии. В 2016 году его частично благоустроила община Звездара. Парк открыт для всех желающих, его активно посещают местные жители. Однако, из-за ненадлежащего ухода, неурегулированных имущественных отношений и неоднозначного правового статуса территории,  парк находится под угрозой застройки.
В 2022 году люди, проживающие поблизости от парка, объединились, чтобы собственными силами провести работы по обновлению и благоустройству сада. Они расчистили территорию, выполняют регулярные ремонтные работы и решают задачу, по получению садом официального статуса, запрещающего использовать его для строительства.
С 2023 года в парке начали снова проводить массовые культурные мероприятия: рок-концерты, кинофестивали и любительские экскурсии.

## Флора и фауна

### Флора
В парке произростает несколько видов растений, среди которых 12 видов деревьев. Среди них липа, клён, гинкго, шелковица, тис, кедр, берёза, орех, сосна, айлант и ель. Другие растения, такие как бузина, вишня и бамбук, также добавляют саду зелени. По весне часть территории не расчищается, чтобы способствовать росту диких растений, в том числе фиалок, одуванчиков и звездчатки.

### Фауна
Городской парк привлекает разных диких животных: здесь обитают дятлы, вороны, голуби и синицы. Вдоль одной из стен повешены специальные скворечники для воробьёв. На коре липы часто встречаются клопы-солдатики. В саду специально сохранены несколько обширных сухих пней и спиленный ствол, которые служат обиталищем для насекомых, различных видов грибов, кроме того они способствуют биоразнообразию и естественному процессу разложения.

## В искусстве
В 1990-е годы несколько групп использовали территорию парка и сцену кинотеатра, как декорации для съёмок музыкальных клипов. Среди них Oružjem protivu otmičara «Добро знам да ћутим» (1996), Baki B3 x Djogani «Нема правде» (1996) и Monteniggers «Aj Aj» (1998).

## Галерея
- Липа
- Сосна
- Берёза
- Клоп-солдатик среди опавших листьев гинко
- Орех
- Айлант